# Daniel Berlioux
Pour les articles homonymes, voir Berlioux.
Daniel Berlioux est un acteur et metteur en scène français de théâtre, de cinéma et de télévision.

## Biographie
Comédien, metteur en scène et directeur d'acteurs, il est à l'origine entré dans le monde du spectacle en tant que musicien.
Il débute en 1973 grâce à Romain Bouteille au Café de la Gare, et Claude Régy au Théâtre national de Chaillot.
Il est professeur d’art dramatique au conservatoire du 7e arrondissement de Paris.

## Théâtre

### Comédien
- 1988 : L'Ex-femme de ma vie, mis en scène par l'auteure Josiane Balasko, Le Splendid Saint-Martin (Paris 10e)
- 1996 :Joyeux Chagrins ou  Bagatelle(s) de Noël Coward, mise en scène de Pierre Mondy, Théâtre de Paris (Paris 9e)
- 2009 : Stuff Happens, mise en scène par l'auteur William Nadylam et Bruno Freyssinet, Théâtre Nanterre-Amandiers (Nanterre)
- 2011 : La nuit sera chaude, mis en scène par l'auteure Josiane Balasko, Théâtre de la Renaissance (Paris)
- 2014 : L'Échange de Paul Claudel, mise en scène de Ulysse Di Gregorio, L'Aktéon (Paris 11e)

### Metteur en scène
- ? : Les Grandes journées du père Duchesne  de Jean-Pierre Faye,  (mise en scène)[2]
- 1978-1979 : Visage de sable de Daniel Berlioux qu'il met en scène avec Catherine Dasté
- 1984-1985 : Les Nuits et les jours de Pierre Laville, mise en scène Catherine Dasté et Daniel Berlioux, Théâtre 14 Jean-Marie Serreau
- 2010 : Salles/scènes, mis en scène par Daniel Berlioux
- 2011 : PSYcause(s) de Josiane Pinson, mise en scène Daniel Berlioux, Petits Mathurins (Paris 8e)

## Filmographie partielle

### Cinéma
- 1982 : Mora de Léon Desclozeaux - Tueur
- 1984 : Les Boulugres, film d'anim. de Jean Hurtado - La voix d'Herbert
- 1985 : Novembermond de Alexandra von Grote
- 1990 : Jean Galmot, aventurier de Alain Maline
- 1991 : Les Clés du paradis de Philippe de Broca - Le neurologue
- 1992 : Riens du tout de Cédric Klapisch -  Jacques Martin
- 1996 : Le Plus Beau Métier du monde de Gérard Lauzier - Professeur Fénelon
- 1999 : Prison à domicile de Christophe Jacrot - Le maire
- 2000 : La Parenthèse enchantée de Michel Spinosa - Anti-abortion leader
- 2001 : Origine contrôlée de Ahmed Bouchaala et Zakia Tahri - Le fonctionnaire
- 2004 : Le Dernier Jour de Rodolphe Marconi - Pierre
- 2004 : Tout le plaisir est pour moi de Isabelle Broué - Olivenstein
- 2005 : Zim and Co. de Pierre Jolivet - Le juge
- 2013 : Demi-sœur de Josiane Balasko - Le docteur
- 2015 : Pension complète de Florent Emilio-Siri - Docteur Leduc
- 2015 : Le Pantin de Mallory Grolleau - Joseph
- 2024 : Que notre joie demeure de Cheyenne Carron - Jacques Hamel

### Télévision
- 1981 : Le Fleuve rouge, téléfilm de Paul-Robin Banhaïoun - Le Komsomol / Kerjentsev / Matthieu Levi
- 1990 : L'Ex-femme de ma vie, téléfilm de Josée Dayan
- 1992 : Interdit d'amour, téléfilm de Catherine Corsini
- 1995 : Les Maîtresses de mon mari, téléfilm de Christiane Lehérissey - Simonet
- 1995 : Une nana pas comme les autres de Éric Civanyan - Le pharmacien
- 1996 : Monsieur le Président, téléfilm de Frédéric Demont - Me Bonetti
- 1996 : Flairs ennemis, téléfilm de Robin Davis - Le vétérinaire
- 1996 : L'Histoire du samedi (série) : 
  - téléfilm : Un amour impossible de Patrick Volson - Vermont
- 1998 : P.J. (série)
  - saison 2 épisode 4 : Carte bleue -  de Gérard Vergez - Jean-Jacques
- 1998 : L'Instit (série)
  - saison épisode : Touche pas à mon école de David Delrieux - Henri Vialet
- 1999 : Boulevard du Palais (série) : 
  - saison 1 - épisode 2 : Le prix d'un enfant de Jacques Malaterre - Le professeur Merans
- 1999 : Vérité oblige (série) : 
  - saison 1 - épisode 2 : L'avocat du diable de Claude-Michel Rome - Paul Jourdan
- 1999 : Dossier : disparus (série) : 
  - saison 1 - épisode 12 : Amanda - Georges Simon
- 2000 : Vertiges (série) : 
  - téléfilm : Le Piège de  Christian François - Professeur Martin
- 2000 : Un flic nommé Lecoeur de Alain Tasma
  - saison 1 - épisode 6 : Céline de Jean-Yves Pitoun -
- 2000 : L'institutrice, téléfilm de Henri Helman - Le père de Jeanne
- 2001 : Une femme d'honneur (série) : 
  - saison 1 - épisode 17 : Perfide Albion  de Philippe Monnier - Robart Ameslant
- 2001 : Nestor Burma (série) : 
  - saison 1 - épisode 33 : Atout cœur de David Delrieux - Professeur Varenne
- 2002 : Alex Santana, négociateur (série) : 
  - saison 1 - épisode 1 : Un ange noir de José Pinheiro - Le père de Joachim
- 2002 : L'Été rouge (mini-série) - épisode #1.1 - L'avocat
- 2004 : Famille d'accueil (série) :                             
  - saison 1 - épisode 7 : Le Secret de Lulu  de Alain Wermus -  Le détective
- 1998 et 2004 : Les Cordier, juge et flic (série) : 
  - saison 7 - épisode 2 : Un garçon mystérieux de Yves Amoureux - Lecouvreur
  - saison 13 - épisode 1 : Choc en retour de Christiane Lehérissey - Docteur Brice
- 2006 : La Crim' (série) : 
  - saison 13 - épisode 5 : N.I.  de Eric Woreth - Directeur Ensiv
- 2006 : L'Affaire Villemin (mini-série) - Paul Lefèvre
- 2007 : R.I.S. Police scientifique (série) : 
  - saison 2 - épisode 11 : Vertiges  de Christophe Douchand - Docteur Lecourbe
- 2007 : Femmes de loi (série) : 
  - saison 8 - épisode 1 : Fragile liberté de Hervé Renoh - Bertrand Sarraud
- 2009 : Les Petits Meurtres d'Agatha Christie (série) :                             
  - saison 1 - épisode 1 : Les meurtres ABC de Eric Woreth - Jean Calvez
- 2009 : Paris 16e (série) : 
  - saison 1 - épisodes 61 et 62 de Frédéric Demont - Dr. Malek
  - saison 1 - épisodes 63 de Ivan Radkine et 67 de Christophe Reynaud  - Dr. Malek
- 1998 - 2009 : Avocats et Associés (série) - 5 épisodes : 
  - 1998 : saison 1 - épisode 1 : Premier Dossier de Philippe Triboit - Gilles Sevran
  - 2005 : saison 13 - épisode 3 : Explosif de Patrice Martineau - L'avocat de l'ASP
  - 2007 : saison 15 - épisode 7 : Peur bleue  de Patrice Martineau - Juge d'Erard
  - 2007 : saison 15 - épisode 10 : Consentement mutuel de Badreddine Mokrani - Président affaire Pelletier
  - 2009 : saison 17 - épisode 1 : Eau trouble de Claire de la Rochefoucauld - Juge Marsac
- 1995 - 2009 : Julie Lescaut (série) - 2 épisodes : 
  - saison 4 - épisode 4 : La fiancée assassinée  de Élisabeth Rappeneau - Duval
  - saison 19 - épisode 4 : Passions aveugles de Élisabeth Rappeneau - Jérôme Perron
- 2012 : Plus belle la vie (série) - 13 épisodes  - Gilles Jolivet
- 2019 : Une vie après de Jean-Marc Brondolo - Jean